# 布基纳法索地理
布基纳法索是西非的一个内陆国家，面积27.4万平方公里。国境东邻贝宁、尼日尔，南与科特迪瓦、加纳、多哥交界，西、北与马里接壤。

## 地形

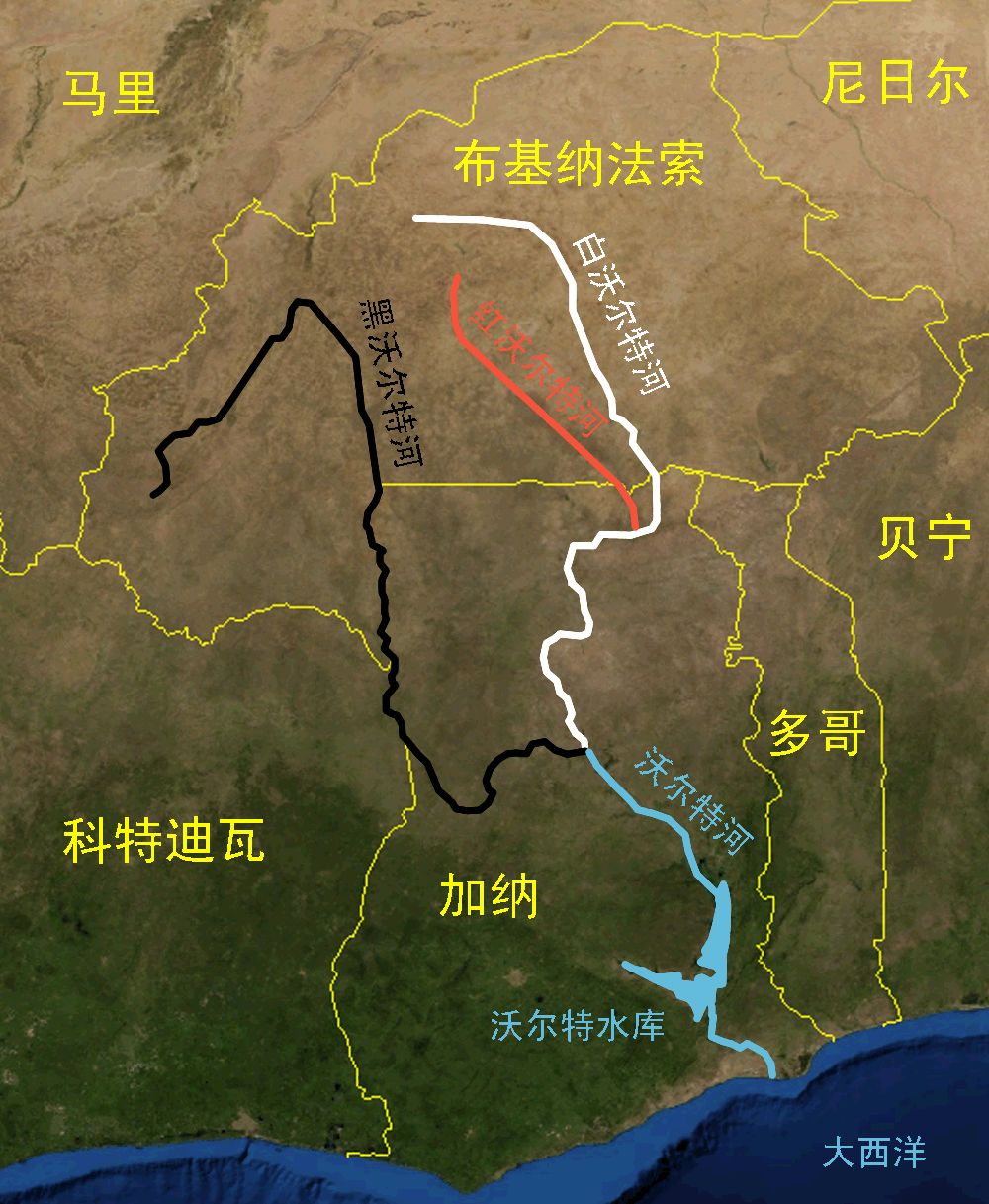
沃尔特河流域示意图。

布基纳法索地处沃尔特河上游的内陆高原，地势平坦，自北向南徐缓倾斜，平均海拔不到300米。北部接近撒哈拉沙漠，西南部奥罗达拉地区地势较高。最高点为西南部的纳库鲁峰，海拔749米。最低点为穆翁河（黑沃尔特河）南端出境处，海拔200米。

## 气候
布基纳法索全国气候一般干热而多日照。北部半干旱，有3～5个月无规律的降雨；向南渐为热带干湿气候。年降雨量分布不均，北部在250毫米以下，南部为1000毫米。11月中旬至2月中旬为干爽季节；2月中旬至6月为热季，气温高达40℃（背荫处）；6～9月为雨季。

## 河流湖泊
布基纳法索大部分属于沃尔特河流域，穆翁河、纳济农河和纳康贝河（原名黑、红、白沃尔特河，1986年8月改为现名）三条主要河流向南流入加纳。东部的塔波阿河、梅克鲁河属于尼日尔河流域。西南的科莫埃河，向南流入科特迪瓦境内。

## 生态植被
北部地区在雨季主要成为热带稀树草原草地，在哈麦丹风（东北酷热风）期，则成为半沙漠区。北部有多刺灌丛，南部有森林散布。野生动物有非洲水牛、羚羊、狮子、河马、大象，各种猿猴和鳄鱼。传播昏睡病的舌蝇和传播河盲症（蟠尾丝虫病）的蚋蝇繁殖甚广，因而减少了沃尔特诸河沿岸的可居住地区。

## 土地资源
可耕地仅约占土地总面积的1/8，牧场约占1/3。